# Turbine
 For alternative betydninger, se Turbine Forlaget.
En turbine er en maskine, der udvinder rotationsenergi fra en strøm af væske eller gas. Den simpleste form for turbine har kun en enkelt bevægelig del, et sæt rotorblade. Rotorbladene påvirkes af væsken eller gassen og skaber derved rotation.
Som regel er en turbines rotorblade omgivet af en skal, der koncentrerer gassen eller væsken og leder den til rotorbladene. Rotorbladenes og skallens udformning kan varieres til opnåelse af højere effektivitet under forskellige forhold.
Størstedelen af elektricitet produceres ved hjælp af turbiner. Turbinen er også hovedkomponenten i jetmotorer.